# Apollinaire critique d'art
Apollinaire critique d'art est une exposition artistique au Pavillon des Arts, à Paris, du 2 février 1993 au 9 mai 1993. Portant sur les activités de critique d'art de Guillaume Apollinaire, elle a Béatrice Riottot El-Habib et Vincent Gille pour commissaires.

## Liste de quelques œuvres exposées
- 5. Anonyme, Fétiche Yombé ou Yoyo.

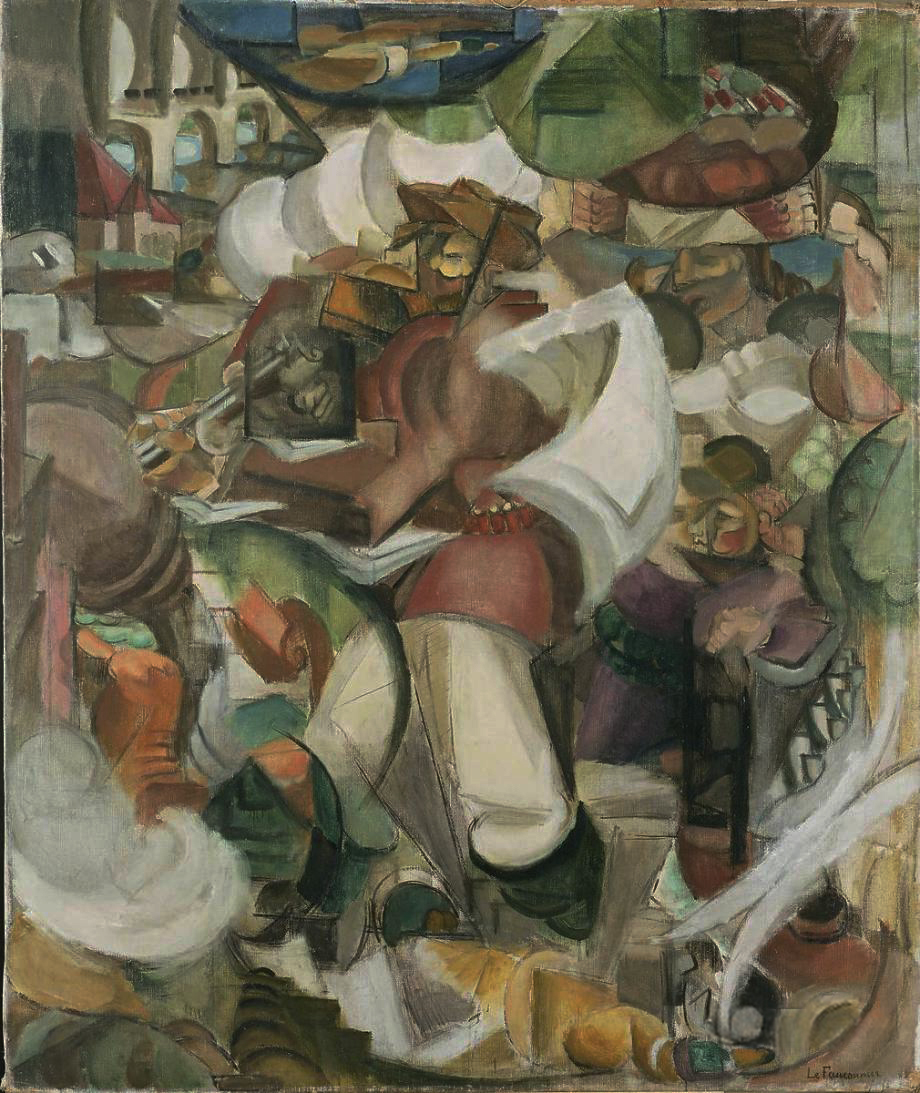
Le Chasseur, Henri Le Fauconnier, 1911.

- 18. Georges Braque, Tête de femme, 1909.
- 24. Paul Cézanne, Portrait de Madame Cézanne.
- 25. Paul Cézanne, Portrait d'Ambroise Vollard.
- 29. Robert Delaunay, L'Équipe de Cardiff, 1912-1913.
- 35. Maurice Denis, L'Annonciation, 1913.
- 64. Max Jacob, Portrait d'Apollinaire.
- 75. Marie Laurencin, Apollinaire et ses amis, 1909.
- 76. Marie Laurencin, La Songeuse, 1910-1911.
- 78. Henri Le Fauconnier, Le Chasseur, 1911.
- 86. Jean Metzinger, L'Oiseau bleu, 1915.
- 88. Francis Picabia, New York, 1913.
- 103. Auguste Renoir, Nu couché vu de dos, c. 1909.
- 108. Henri Rousseau, La Carriole du père Juniet, 1908.
- 109. Israël Roukhomovsky, Réplique de la tiare de Saïtapharnès.